# آيت حلي (العنوصر)
آيت حلي هي إحدى مشيخات المملكة المغربية، تتبع جغرافيا لإقليم صفرو وإداريًا لالعنوصر. يقدر عدد سكانها بـ 3103 نسمة حسب الإحصاء الرسمي للسكان والسكنى لسنة 2004.